# Melithaea flabellum
Melithaea flabellum is een zachte koraalsoort uit de familie Melithaeidae. De koraalsoort komt uit het geslacht Melithaea. Melithaea flabellum werd in 1910 voor het eerst wetenschappelijk beschreven door Thomson & Mackinnon. 